# Благај (Мостар)
Благај је насељено мјесто града Мостара, Федерација Босне и Херцеговине, БиХ.

## Географија
Налази се у Херцеговини, 7 km јужно од Мостара. У близини Благаја налази се извор Буне, највећи крашки извор у Европи, поред којег се налази чувена суфијска текија. У околини Благаја такође постоји рибњак и ресторан, те и дворац из 15. вијека.

## Историја
У античком добу на подручју Благаја је постојало илирска утврда и римски каструм. У вријеме византијског цара Јустинијана изграђено је неколико утврђених градова на том подручју. Благај се спомиње у Константин Порфирогенитовом дјелу О управљању царством као „Бона“, дио Захумља. За вријеме Стефана Немање Захумље је било под доминацијом рашке државе, и крајем 12. стољећа жупан Јурко је подигао цркву светог Кузма и Дамјана. Захумље је постало дио босанске државе у 14. вијеку за вријеме босанског бана Стефана II Котроманића. Током 15. вијека Сандаљ Хранић Косача и његов синовац Стјепан Вукчић Косача владали су подручјем Хума и Благаја све до доласка Османлија 1466. Иначе, Благај је припадао подручју Бишћа, а подручје је познато као резиденцијално мјесто (престоница) босанских владара и рода Хранића Косача. У историјским изворима Благај је први пут поменут 1423.
За вријеме Османлија Благај је био сједиште Благајског вилајета, потом кадилука и подијељен је на неколико махала, међу којих су Царска, Хасанагина, Бунска и Галичићи. Град је имао седам џамија, два хана, четири мусафирхане, медресу, два мектеба, текију, четири камена моста на ријеци Буни, један на Буници и два на понорници Посрт, кираетхану и седам млиница с двадесет осам млинова. До 1835. године муслимани чине већину становништва, но за вријеме аустроугарског раздобља хришћана (католика и православаца) је двоструко више. У то доба изграђена је католичка црква 1908. год. и православна црква 1893. године. Послије су дограђени звоници 1933. до католичке и 1934. до православне цркве. Некада богата турска касаба, у међуратном времену ово је још једно сиромашно херцеговачко село; након виноградарства и дувана, главна делатност је постало пчеларство.
Овде се налази Црква Светог Василија Острошког у Благају. За историју Срба овога краја важна је Благајска плоча.

## Становништво
| Националност       | 2013.          | 1991.          | 1981.          | 1971.          |
| Муслимани          | 2.492 (98,46%) | 1.661 (92,07%) | 1.364 (89,56%) | 1.100 (89,21%) |
| Хрвати             | 7 (0,28%)      | 59 (3,27%)     | 59 (3,87%)     | 74 (6,00%)     |
| Срби               | 4 (0,16%)      | 34 (1,88%)     | 25 (1,64%)     | 44 (3,56%)     |
| Југословени        | –              | 32 (1,77%)     | 62 (4,07%)     | 8 (0,64%)      |
| остали и непознато | 28 (1,10%)     | 18 (0,99%)     | 13 (0,85%)     | 7 (0,56%)      |
| Укупно             | 2.531          | 1.804          | 1.523          | 1.233          |